# Liste der denkmalgeschützten Objekte in Fresach
Die Liste der denkmalgeschützten Objekte in Fresach enthält die 6 denkmalgeschützten, unbeweglichen Objekte der Gemeinde Fresach.

## Denkmäler
| Foto |                 | Denkmal                                                                               | Standort                                 | Beschreibung | Metadaten |
| ---- | --------------- | ------------------------------------------------------------------------------------- | ---------------------------------------- | --- | --- |
| ja   | Datei hochladen | Luegerhof mit Marktfreyung HERIS-ID: 65064 Objekt-ID: 77875seit 2018                  | Dorfstraße 26 Standort KG: Fresach       | Der zweigeschoßige, mit 1600 bezeichnete Bau mit Schopfwalmdach und Sgraffitozier diente einst als Zehentabgabestelle. | BDA-Hist.: Q105646501 Status: Bescheid Stand der BDA-Liste: 2025-06-30 Name: Luegerhof mit Marktfreyung GstNr.: .30, 70 Dorfstraße 26, Fresach                       |
| ja   | Datei hochladen | Kath. Pfarrkirche hl. Blasius und Friedhof HERIS-ID: 53694 Objekt-ID: 61702           | Oberer Kirchenplatz Standort KG: Fresach | Die Kirche weist ein romanisches Langhaus, das gotisch verlängert wurde, einen etwas niedrigeren gotischen kreuzrippengewölbten Chor aus dem 14. Jahrhundert und einen massiven spätgotischen Sakristeiturm aus dem ersten Viertel des 16. Jahrhunderts auf. Außen gibt es Reste gotischer Wandmalereien. Das Deckengemälde im Langhaus stammt ebenso wie die neugotische Einrichtung von 1885. | BDA-Hist.: Q38058039 Status: § 2a Stand der BDA-Liste: 2025-06-30 Name: Kath. Pfarrkirche hl. Blasius und Friedhof GstNr.: .22, 138 Pfarrkirche hl. Blasius, Fresach |
| ja   | Datei hochladen | Evang. Pfarrkirche A.B. HERIS-ID: 53693 Objekt-ID: 61701                              | Museumweg Standort KG: Fresach           | Die evangelische Pfarrkirche wurde in den Jahren 1949 bis 1951 erbaut. Es handelt sich um einen Bau mit einem eingezogenen Halbkreischor und einem starken nordöstlichen Turm mit Spitzhelm. Eine hölzerne Vorlaube ruht auf gemauerten Pfeilern. Der Eingang befindet sich im Osten. Das Langhaus, das in einen gewölbten Chor mündet, ist in vier Joche unterteilt und wird von einer bemerkenswerten Balkendecke bedeckt. Die Innenausstattung wurde von Erwin Schneider entworfen. Die Bildhauerarbeiten stammen von Max Domenig, die Orgel aus dem Jahr 1842 von Jakob Ladstätter. | BDA-Hist.: Q38058028 Status: § 2a Stand der BDA-Liste: 2025-06-30 Name: Evang. Pfarrkirche A.B. GstNr.: .253 Protestant church Fresach                               |
| ja   | Datei hochladen | Altes evangelisches Pfarrhaus und Gerätekammer HERIS-ID: 53691 Objekt-ID: 61699       | Museumweg 32 Standort KG: Fresach        | Beim alten evangelischen Pfarrhaus („Pastorenhaus“) handelt es sich um einen zweigeschoßigen 2:1-achsigen Bau vom Ende des 18. Jahrhunderts mit einer erneuerten Silhouettepilaster-Fassade. | BDA-Hist.: Q38057996 Status: § 2a Stand der BDA-Liste: 2025-06-30 Name: Altes evangelisches Pfarrhaus und Gerätekammer GstNr.: .55/1, .55/2                          |
| ja   | Datei hochladen | Diözesanmuseum (ehem. evangelisches Toleranzbethaus) HERIS-ID: 53697 Objekt-ID: 61705 | neben Museumweg 32 Standort KG: Fresach  | Der Bau wurde 1784 als protestantisches Bethaus mit Schindeldach, rundem Chor und an drei Seiten umlaufender Holzempore im Langhaus errichtet. Barocker Kanzelaltar. | BDA-Hist.: Q1381285 Status: § 2a Stand der BDA-Liste: 2025-06-30 Name: Diözesanmuseum (ehem. evangelisches Toleranzbethaus) GstNr.: .54 Toleranzbethaus Fresach      |
| ja   | Datei hochladen | Bauernhaus Gnesner (Kneser) HERIS-ID: 35494 Objekt-ID: 34261                          | Mooswald 86 Standort KG: Mooswald        | Der Bauernhof besteht aus einem gemauerten Zehentkasten des 16. Jahrhunderts und einem Wohn-Blockbau des 17. Jahrhunderts mit ehemaliger Rauchstube. Am Zehentkasten sind Fassadenmalereien aus der Bauzeit und bemerkenswerte schmiedeeiserne Fenstergitter. | BDA-Hist.: Q37964671 Status: Bescheid Stand der BDA-Liste: 2025-06-30 Name: Bauernhaus Gnesner (Kneser) GstNr.: .73/3 Bauernhof Gnesner, Mooswald 86                 |